# Mo Bounce
«Mo Bounce» (с англ. — «Больше тря́ски») — песня, записанная австралийской хип-хоп исполнительницей Игги Азалией и выпущенная 23 марта 2017 года на лейбле Def Jam. Премьера сингла состоялась на радиошоу Зейна Лоува Beats 1. Продюсерами выступили The Stereotypes и Far East Movement.
Дразнить песней исполнительница начала в марте, когда она в своих соцсетях начала размешать кадры из видеоклипа, которые были сделаны в формате gifs. Песня изначально была выпущена в качестве второго сингла из её второго студийного альбома Digital Distortion, прежде чем его выпуск был отменён.

## Критический приём
Лорен Том из журнала Billboard прокомментировала песню, сказав: «Приподнятый ритм и весёлые, громкие слова песни отражают в целом счастливое звучание песни и, возможно её [Игги] жизнь сейчас». Клэр Лобенфилд из Fact негативно отозвалась о песне, назвав её «кошмаром для жанра». Тогда как по мнению New York Post песня стала «лучшим релизом Игги с момента её славы в 2014 году», добавив, что песня «сильно цепляется и что это именно то сильное возвращение, в котором она определённо нуждалась». «Mo Bounce» стала признанной продюсерской работой Stereotypes и обеспечила им номинацию «Продюсер года» на 60-й церемонии премии «Грэмми».

## Музыкальное видео
Музыкальное видео было снято в Гонконге, в конце февраля клипмейкером Лилом Интернетом. 20 марта 2017 года на Vevo было объявлено, что премьера видео состоится 24 марта. 21 марта Игги Азалия в рамках рекламного партнерства с Giphy выложила в Твиттере серию gif-анимаций с кадрами из клипа. На протяжении всего видео несколько молодых девушек, и в частности сама Игги танцуют тверкинг. 22 марта на Vevo было выложено 20-секундное промо-видео песни Азалии.
24 марта 2017 года на Vevo состоялась официальная премьера видеоклипа.
По состоянию на июнь 2023 года музыкальное видео собрало более 90 миллионов просмотров на Youtube.

## Список композиций
- Digital download (Explicit version)[27]

1. «Mo Bounce» — 3.42

- Digital download (Clean version)[28]

1. «Mo Bounce» — 3:42

- Digital download (Remixes EP)[29]

1. «Mo Bounce» (Deadly Zoo Remix) — 3:20
2. «Mo Bounce» (Eden Prince Remix) — 3:02
3. «Mo Bounce» (Dirtcaps Remix) — 3:38

## Чарты
| Чарт (2017)                                       | Высшая позиция |
| ------------------------------------------------- | -------------- |
| Австралия (ARIA)                                  | 63             |
| Australia Urban (ARIA)                            | 8              |
| Канада (Billboard Canadian Hot 100)               | 87             |
| China (V Chart)                                   | 1              |
| Франция (SNEP)                                    | 137            |
| Germany (Deutsche Black Charts)                   | 13             |
| New Zealand Heatseekers (RMNZ)                    | 10             |
| Russia Airplay (Tophit)                           | 256            |
| Шотландия (OCC Scotland)                          | 47             |
| Великобритания (OCC UK Singles Downloads)         | 53             |
| США (Billboard Bubbling Under Hot 100)            | 17             |
| US Bubbling Under R&B/Hip-Hop Singles (Billboard) | 2              |
| США (Billboard Dance Club Songs)                  | 21             |

## История релиза
| Страна   | Дата           | Формат                 | Лейбл   | Источники |
| -------- | -------------- | ---------------------- | ------- | --------- |
| Весь мир | 23 марта 2017  | Цифровое скачивание    | Def Jam | [ 5 ]     |
| США      | 4 апреля 2017  | Rhythmic contemporary  | Def Jam | [ 43 ]    |
| США      | 11 апреля 2017 | Contemporary hit radio | Def Jam | [ 44 ]    |
| США      | 11 апреля 2017 | Urban contemporary     | Def Jam | [ 45 ]    |